# The Tragedy of Great Power Politics
John Mearsheimer a nemzetközi kapcsolatok elméletéről a The Tragedy of Great Power Politics című könyvében ír, amellyel megszületett az offenzív neorealizmus irányzata.  A könyvében Mearsheimer magyarázza és érvel az offenzív realizmus elmélete mellett, azáltal, hogy meghatározza a kulcsfontosságú feltételezéseit, a korai realista elméletből való fejlődést és a prediktív képességét. Elismeri az offenzív realizmus pesszimizmusát, mert szerinte olyan világban élünk, amelyben a nagyhatalmak közötti konfliktus soha nem fog véget érni.
Mearsheimer szerint a hidegháború végével megjelentek a törésvonalak a szövetségesek között és újraéledt az instabilitás, mert eltűnt a közös ellenségkép. Éppen ezért a Nyugat érdekelt a hidegháború fenntartásában, az USA pedig érdekelt egy ellenségkép fenntartásában, mert a bipoláris rendszer hozza el a stabilitást.

## Fő érvek

### A szárazföld és a víz
Mearsheimer szerint a modern korban a szárazföldi erők az uralkodó katonai hatalom, az óceánok pedig megakadályozzák, hogy bármely állam elérje a világhegemóniáját, és így természetesen megosztják a hatalmat a világon. Példaként említi a La Manche csatornát, ami Nagy-Britannia számára lehetővé tette, hogy offshore kiegyensúlyozóként működjön Európában. Szerinte viszont  Nagy-Britanniának nem volt ambíciója a kontinentális Európa irányítására vagy uralmára, ehelyett csak a hatalmi egyensúly fenntartását célozta meg, és biztosítani akarta, hogy egyetlen állam se váljon olyan hatalmassá, hogy a kontinensen regionális hegemóniát érjen el. Felismerte, hogy a biztonság elérése olcsóbban valósítható meg, ha az európai hatalmak egymás ellen kijátszhatók. 
Az amerikai külpolitikának központi célja az, hogy egyedüli hegemón legyen a nyugati féltekén, és megakadályozzon egy hozzá hasonló regionális hegemón felbukkanását Keleten. Az Egyesült Államok offshore kiegyensúlyozóként játszik szerepet, egyensúlyozva egy esetlegesen felemelkedő eurázsiai hegemónt, és így a háború csak a legvégső esetben törne ki.

### Állami túlélési stratégiák

#### 1. célkitűzés - Regionális hegemónia
A nagyhatalmak legfontosabb célja a túlélés, de emellett még három fő cél elérésére törekednek, ebből az első a regionális hegemónia elérése. Mearsheimer szerint bár a globális hegemónia elérése maximális biztonságot nyújtana egy állam számára, ez nem valósítható meg az óceánok szerepe miatt. A regionális hegemónok legfőbb célja azonban az, hogy megakadályozzanak más államokat abban, hogy ők is regionális hegemónokká váljanak. Ahhoz, hogy megtartsák hegemón szerepüket viszont vállalniuk kell a külső egyensúly megtartásának biztosítását, és csak akkor avatkozhat be más régiók hatalmi viszonyába, ha az adott régióban felemelkedőben van egy másik regionális nagyhatalom, amit a helyi államok nem tudnak megakadályozni. Mearsheimer az Egyesült Államok példáját használja, amely az 1800-as évek végén elérte a regionális hegemóniát, majd megpróbált beavatkozni mindenhol, ahol úgy tűnt, mintha egy másik állam hegemóniát akarna megvalósítani (pl. Császári Németország az első világháború alatt, náci Németország a második világháború alatt, Birodalmi Japán a második világháború alatt Szovjetunió a hidegháború alatt).

#### 2. célkitűzés - maximális vagyon
A nagyhatalmak arra törekszenek, hogy maximalizálják részesedésüket a világ gazdagságából, mivel a katonai erő alapja a gazdasági erő. A nagyhatalmak arra törekszenek, hogy megakadályozzák, hogy a rivális hatalmak uralják a világ jóléttermelő régióit. Az Egyesült Államok például arra törekedett, hogy megakadályozza a Szovjetunió uralmát Nyugat-Európában és a Közel-Keleten. 

#### 3. célkitűzés - Nukleáris fölény
Mearsheimer kijelenti, hogy a nagyhatalmak nukleáris fölényt keresnek a versenytársaik felett. A nagyhatalmakegy olyan világban élnek, ahol az ellenség nukleáris fegyverrel való elpusztítsa a saját öngyilkosságát is jelentené (Mutually Assured Destruction – MAD. Mearsheimer nem ért egyet azokkal az állításokkal, amelyek szerint az államok elégedettek egy MAD világban való élettel, és hogy elkerülik a nukleáris fegyverek elleni védekezés kialakítását. Ehelyett azt állítja, hogy a nagyhatalmak módszereket keresnek arra, hogy fölényt szerezzen nukleáris versenytársaik felett. A nukleáris elrettentés és a kölcsönös elpusztítás megnehezíti egy háború kirobbanásának esélyét, mert egyszerűen egyik félnek sem érné meg, sem anyagilag, sem erőforrások tekintetében. Ennek következtében pedig kevesebb a nagyhatalom, akik kiismerik egymás gyenge pontjait.

## Az amerikai hatalom
Az Egyesült Államok erősen expanzív hatalom volt Amerikában, a gyarmatosítás és a területi terjeszkedése a 19. században összehasonlíthatatlan volt bármelyik másik államéval.  Az 1840-es években az európaiak még fontolgatták, hogy meg kell akadályozni az további terjeszkedését, azonban 1900-ra azonban az Egyesült Államok elérte a regionális hegemóniát, amit végtelen erőforrásainak és az óceánokkal való elszigeteltségének köszönhet, ezáltal gyakorlatilag sebezhetetlen minden más hatalom ellen. 
Mearsheimer azonban Kína törekvéseiben egyértelműen a regionális hegemónra törést véli felfedezni. Kína elsősorban nem katonai ambícióit tekintve, hanem gazdasági potenciálja miatt jelent fenyegetést az Egyesült Államokra nézve, akinek pedig Mearsheimer kritizálja a Kína-politikáját, mert a Kínával való gazdasági kapcsolatai fogják elhozni Kína erősödését, ami pedig fenyegetést jelent az USA-ra. Kína regionális hegemón törekvései azért látszódnak valósnak, mert a régióban a szomszédos államai próbálnak szorosabb kapcsolatot kiépíteni az Egyesült Államokkal.

## Kritika
A Mearsheimer-nézet egyik kritikája, hogy figyelmen kívül hagyják a transznacionális felépítéseket, mint például a kapitalizmust, a nem állami szereplőket és az egyes intézményeket egy államban. Szerinte a belpolitikának nincs jelentősége, és az államok nem garantálhatják egymásnak, hogy nincsenek ellenséges szándékaik, nem foglalkozik azzal, hogy a demokrácia, a kereskedelem vagy más mechanizmus megakadályozhatja-e az államok harcát. Emellett figyelmen kívül hagyja azt a tényt is, hogy az európai integráció a hidegháborúra adott válasz.
Másrészt szerinte a háború oka a nemzetközi rendszer polaritása. A legnagyobb stabilitás szerinte a bipolaritásban van, ahol általában nagyteljesítményű egyensúly van a két fő állam között, tekintettel arra, hogy a háború költséges és az államok racionális szereplők. Mearsheimer szerint a globális hatalom nem létezhet, de a globális hatalmi egyensúly alapja a regionális hegemónia.